# Johanniskirche (Zittau)

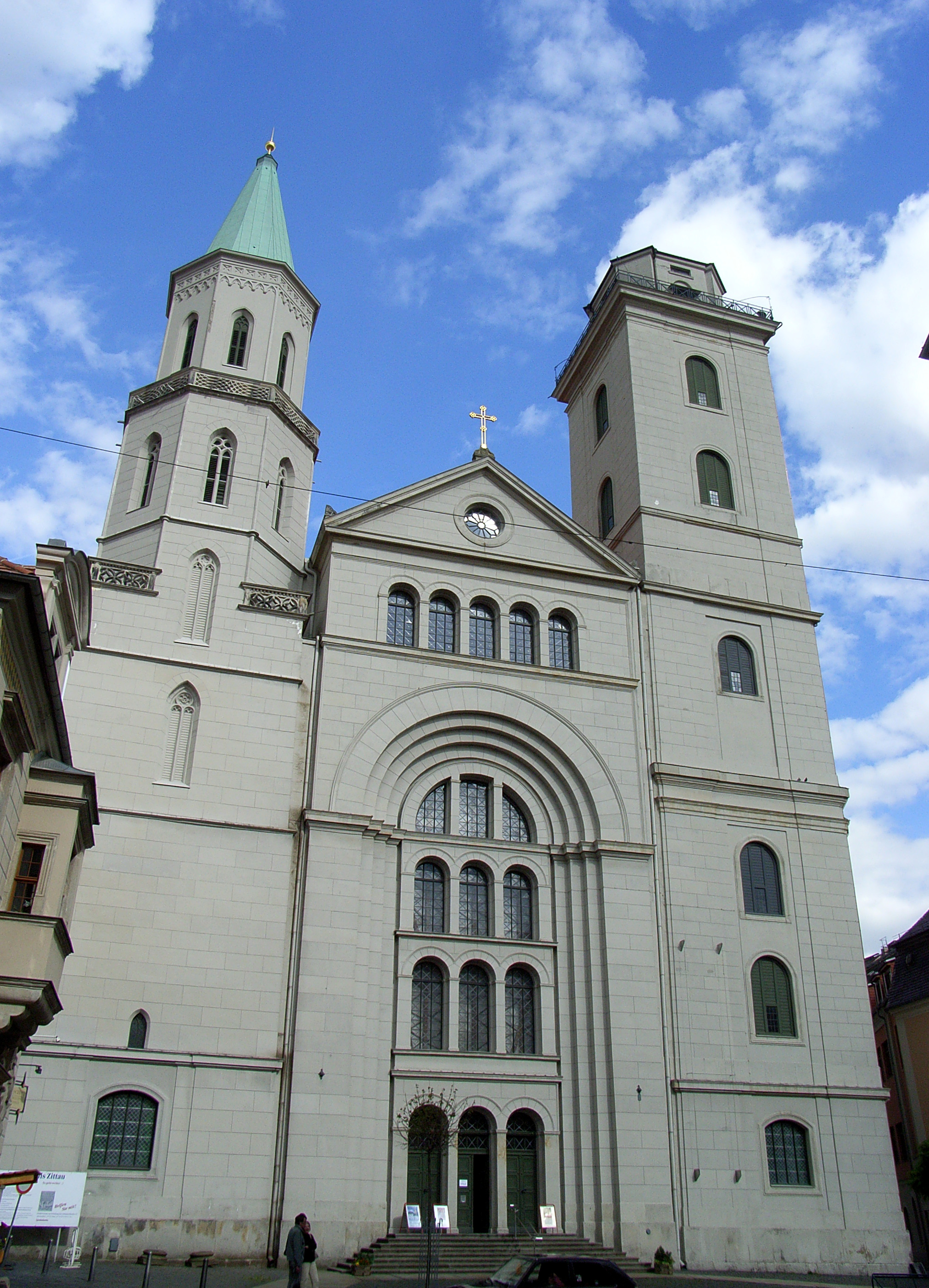
St.-Johannis-Kirche Zittau

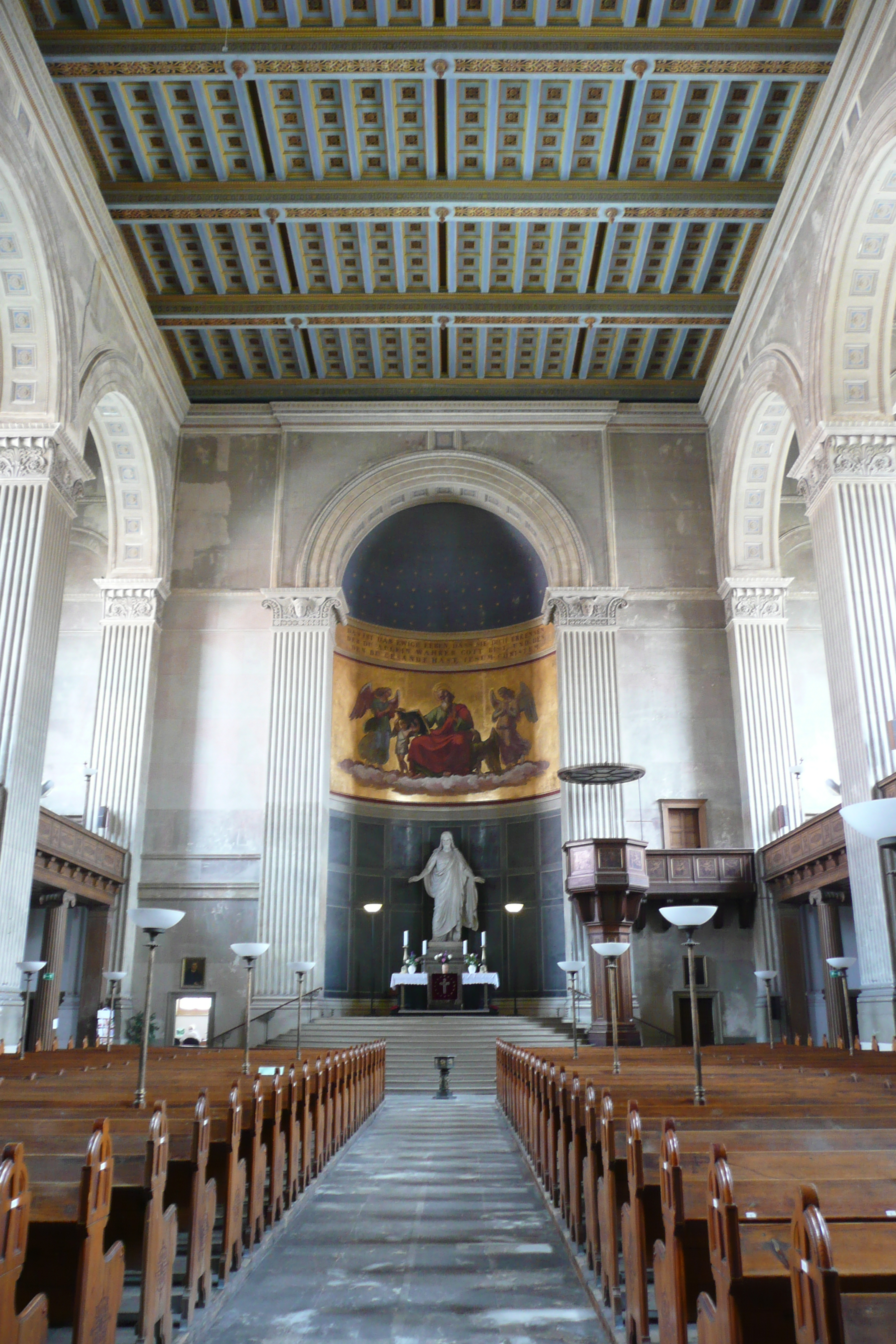
Blick durch das Langhaus zum Altar

Die St.-Johannis-Kirche (oder kurz St. Johannis oder umgangssprachlich Johanniskirche) ist ein Kirchengebäude in Zittau im Landkreis Görlitz in Sachsen. Sie dient als Hauptkirche der Evangelisch-Lutherischen Kirchengemeinde Zittau.

## Geschichte
Die Existenz einer Johanniskirche in Zittau wird erstmals im Jahr 1291 urkundlich erwähnt. Es handelte sich dabei um eine dreischiffige Hallenkirche mit Doppelturmfront, die im 15. Jahrhundert vorübergehend Exil-Sitz des Prager Domkapitels war. In den Jahren 1485 bis 1531 wurde die Kirche zu einer vierschiffigen Hallenkirche ausgebaut. Im Laufe des Siebenjährigen Krieges (1756–1763) wurde die Kirche am 23. Juli 1757 vollständig zerstört. Dabei wurde auch die kurz zuvor in der Kirche errichtete große Orgel des Orgelbauers Gottfried Silbermann vernichtet.
Auf den Fundamenten der zerstörten Kirche wurde ab dem 23. Juli 1766 ein barocker Neubau errichtet, der im Wesentlichen 1804 fertiggestellt war. Aufgrund von schwerwiegenden statischen Problemen, insbesondere in der Dachkonstruktion und im Mittelteil der Westfront sowie der Standsicherheit des Südturmes, wurde schließlich der Leiter der preußischen Oberbaudeputation Karl Friedrich Schinkel hinzugezogen, der einen vollständigen Umbau einleitete und mit der Bauleitung seinen Schüler Carl August Schramm (Zittau) beauftragte. Das viel zu schwere Tonnengewölbe, dessen Gewicht von den Seitenwänden nicht genügend aufgenommen werden konnte und die Neigung des Südturmes verursachte, wurde entfernt und durch eine hölzerne Kassettendecke ersetzt und mit einem einfachen Satteldach geschlossen. Auf der Westfront wurden die beiden Türme überarbeitet: der niedrigere Nordturm wurde mit einer schlanken, achteckigen Spitze abgeschlossen, der höhere Südturm mit einer kleinen Türmerwohnung abgeschlossen. Ein Spitzdach durfte aus statischen Gründen nicht mehr aufgesetzt werden. Der Mittelteil der Westfront wurde vollständig neu gestaltet. 1837 war die Kirche fertiggestellt und eingeweiht.
Bereits während der Bauzeit hat sich der Nordturm geneigt. Heute ist am Anschluss zum Haupthaus erkennbar, dass sich der Abschluss zum Haupthaus nach oben hin um 60 cm erweiterte.
Der 60 Meter hohe Südturm besitzt seit 1804 eine Türmerwohnung und kann über 266 Stufen als Aussichtsturm bestiegen werden.

## Ausstattung
Die Ausstattung der Johanneskirche stammt weitgehend noch aus dem 19. Jahrhundert. Der Altartisch in der halbrunden Apsis wurde 1834–1837 installiert. Er besteht aus schwarzem Kunstmarmor. Von dem Bildhauer Franz Schwarz (Dresden) stammt die Sandsteinfigur des segnenden Christus, bei der es sich um eine Kopie einer Christus-Figur des Künstlers Bertel Thorvaldsen in der Liebfrauenkirche Kopenhagen handelt. Diese wurde 1888 übergeben und geweiht. Die hölzerne Kanzel mit Schalldeckel wurde von Jakob Ludwig Buschkiel (Greifswald) und Bernhard Wilhelm Rosendahl gestaltet. Sie ist mittels Grisaillemalerei mit biblischen Szenen und Engelsdarstellungen verziert. Das sechseckige Taufbecken in Zinkguss vor den Altarstufen wurde nach einem Entwurf Schinkels gefertigt.
Auch das Große Zittauer Fastentuch gehörte seit 1472 für ca. 200 Jahre zur Ausstattung.

## Orgel

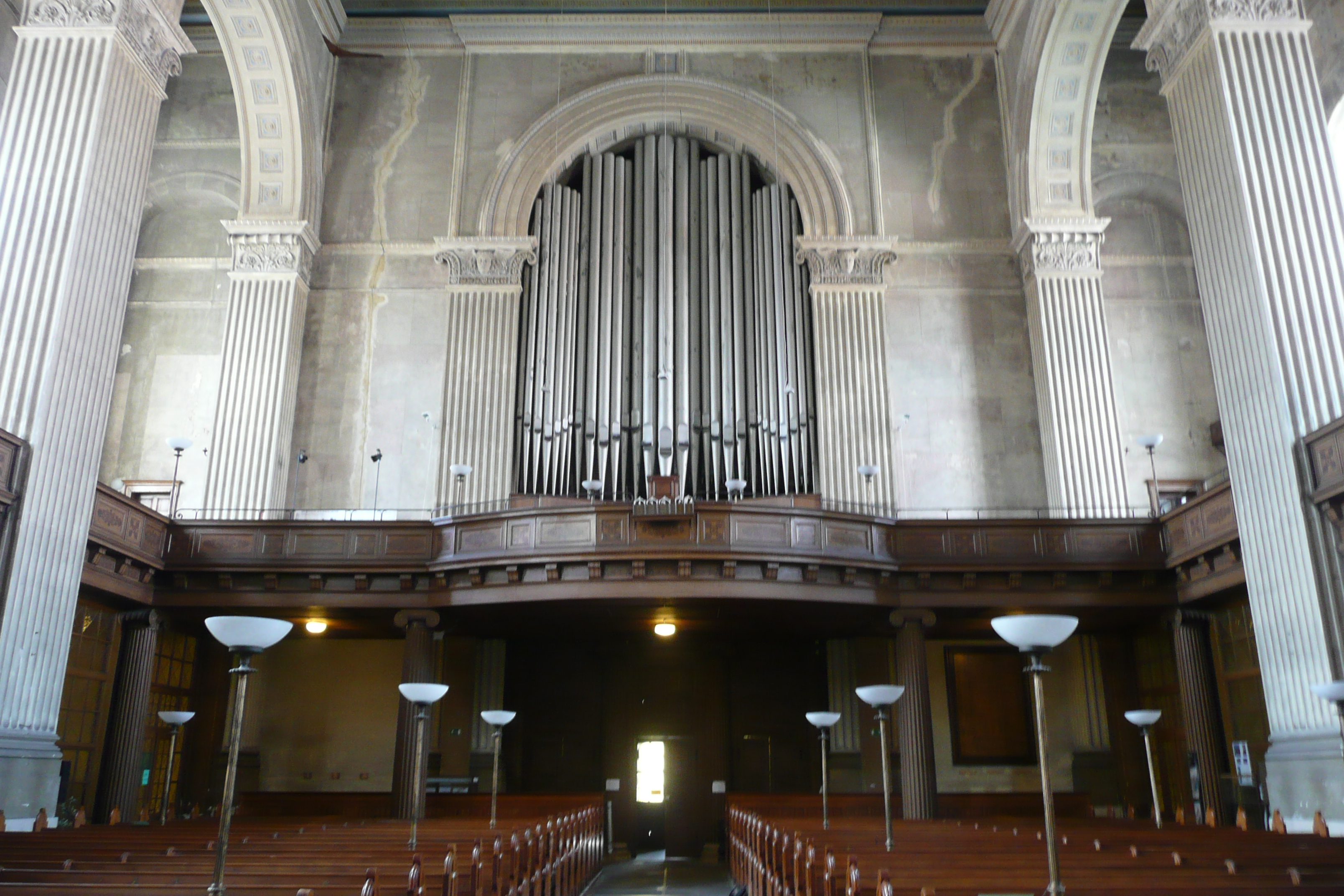
Westempore mit Orgel

Die dreimanualige Orgel von Gottfried Silbermann aus dem Jahr 1741 wurde 1757 bei der Belagerung Zittaus im Siebenjährigen Krieg zerstört. Der Prospekt der vorherigen Orgel von 1685, welche durch die Silbermannorgel ersetzt wurde, wurde an die Kirche in Ebersbach abgegeben und blieb dort erhalten.
Die heutige Orgel wurde in den Jahren 1929–1930 von Orgelbauer A. Schuster & Sohn (Zittau) in der Nische der Westwand gebaut. Schuster integrierte bei dem Neubau 50 von 55 Registern der Vorgängerorgel, die die Orgelbauer Johann Gotthold Jehmlich und Carl Stöckel (Dresden) in den Jahren 1837 bis 1843 geschaffen hatten. Für den Intonateur ergab sich 1930 die schwierige Aufgabe, aus dem heterogenen und nachträglich neobarock überarbeiteten Pfeifenwerk ein einheitliches Klangbild zu formen. Zu den 17 zusätzlichen Achtfußregistern und Ergänzungen aus dem spätromantischen Registerrepertoire traten einige neobarocke Zungen. Das monumentale Instrument ist im Wesentlichen unverändert erhalten und von europäischer Bedeutung. Das Instrument hat einen Freipfeifenprospekt mit fünf Türmen, dessen Prospektpfeifen mit Aluminiumbronze überzogen sind. Die Orgel verfügt über 87 Register und ein Effektregister auf drei Manualen und Pedal und elektropneumatische Taschenladen. Sie besitzt 6021 Orgelpfeifen. Im Spieltisch ist ein weiterer Ausbau auf 100 Register und drei Effektregister vorbereitet. Besonderheiten sind der hufeisenförmige „Horseshoe“- Spieltisch nach Vorbild von amerikanischen Kinoorgeln und die Einbeziehung von Perkussionsregistern („Harfe“, Glocken). Von 2011 bis 2013 wurde das Instrument durch die Orgelbaufirma Jehmlich restauriert; in diesem Zuge wurde der Spieltisch um 180 Grad gedreht und das Instrument klanglich auf den Zustand von 1930 zurückgeführt. Die Registerreihen der Manualwerke II und III sind mit wenigen Ausnahmen um eine Oktave (bis c5) ausgebaut.
| I Hauptwerk C–c4 |                   |         |   |
| 01.              | Prinzipal         | 16′     |   |
| 02.              | Bordun            | 16′     |   |
| 03.              | Prinzipal         | 08′     |   |
| 04.              | Gamba             | 08′     |   |
| 05.              | Hohlflöte         | 08′     |   |
| 06.              | Gemshorn          | 08′     |   |
| 07.              | Rohrflöte         | 08′     |   |
| 08.              | Dolce             | 08′     |   |
| 09.              | Oktave            | 04′     |   |
| 10.              | Violine           | 04′     |   |
| 11.              | Soloflöte         | 04′     |   |
| 12.              | Gedackt           | 04′     | v |
| 13.              | Quinte            | 02 ⁄3′  |   |
| 14.              | Oktave            | 02′     |   |
| 15.              | Waldflöte         | 02′     | v |
| 16.              | Terz              | 01 3⁄5′ |   |
| 17.              | Mixtur V          | 02′     |   |
| 18.              | Zimbel III        | 01′     |   |
| 19.              | Cornett V (ab c1) | 08′     |   |
| 20.              | Trompete          | 16′     |   |
| 21.              | Trompete          | 08′     |   |
| 22.              | Oboe              | 08′     |   |
| 23.              | Krummhorn         | 08′     |   |
| 24.              | Clarine           | 04′     |   |

| II Manualwerk C–c4 (-c5) |                         |         |   |
| 25.                      | Quintatön               | 16′     |   |
| 26.                      | Lieblich Gedackt        | 16′     |   |
| 27.                      | Prinzipal               | 08′     |   |
| 28.                      | Salizional              | 08′     |   |
| 29.                      | Konzertflöte            | 08′     |   |
| 30.                      | Schwiegel               | 08′     |   |
| 31.                      | Gedackt                 | 08′     |   |
| 32.                      | Zartflöte               | 08′     |   |
| 33.                      | Oktave                  | 04′     |   |
| 34.                      | Gemshorn                | 04′     |   |
| 35.                      | Rohrflöte               | 04′     |   |
| 36.                      | Dolce                   | 04′     | v |
| 37.                      | Nasard                  | 02 ⁄3′  |   |
| 38.                      | Oktave                  | 02′     |   |
| 39.                      | Piccolo                 | 02′     | v |
| 40.                      | Terz                    | 01 3⁄5′ |   |
| 41.                      | Flageolett              | 01′     |   |
| 42.                      | Cornett V (ab g0)       | 02 ⁄3′  |   |
| 43.                      | Mixtur IV               | 01 ⁄3′  |   |
| 44.                      | Bombarde                | 16′     | v |
| 45.                      | Tuba                    | 08′     |   |
| 46.                      | Englisch Horn           | 08′     |   |
| 47.                      | Vox humana              | 08′     | N |
| 48.                      | Trompete                | 08′     | v |
|                          | Tremulant               |         |   |
|                          |                         |         |   |
| 49.                      | Kirchenglocken (ab G)   | 08′     | v |
| 50.                      | Orchesterglocken (ab C) | 04′     | v |

| III Schwellwerk C–c4 (-c5) |                  |         |   |
| 51.                        | Gamba            | 16′     |   |
| 52.                        | Rohrflöte        | 16′     |   |
| 53.                        | Geigenprinzipal  | 08′     |   |
| 54.                        | Viola            | 08′     |   |
| 55.                        | Spitzflöte       | 08′     |   |
| 56.                        | Quintatön        | 08′     |   |
| 57.                        | Lieblich Gedackt | 08′     |   |
| 58.                        | Aeoline          | 08′     |   |
| 59.                        | Vox coelestis    | 08′     |   |
| 60.                        | Prinzipal        | 04′     |   |
| 61.                        | Fugara           | 04′     |   |
| 62.                        | Nachthorn        | 04′     | v |
| 63.                        | Zartflöte        | 04′     |   |
| 64.                        | Spitzquinte      | 02 ⁄3′  |   |
| 65.                        | Oktave           | 02′     |   |
| 66.                        | Glockenton       | 02′     |   |
| 67.                        | Terz             | 01 3⁄5′ |   |
| 68.                        | Sifflöte         | 01′     |   |
| 69.                        | Mixtur III       | 01′     |   |
| 70.                        | Scharf IV        | 0       | v |
| 71.                        | Fagott           | 16′     |   |
| 72.                        | Trompete         | 08′     |   |
| 73.                        | Clarinette       | 08′     |   |
| 74.                        | Rankett          | 08′     | N |
| 75.                        | Sing. Regal      | 04′     |   |
| 76.                        | Harfe (ab G)     | 04′     | N |
|                            | Tremulant        |         |   |

| Pedalwerk C–g1 |                  |         |   |
|                | Hauptpedal       |         |   |
| 77.            | Prinzipal        | 32′     |   |
| 78.            | Untersatz        | 32′     |   |
| 79.            | Prinzipal        | 16′     |   |
| 80.            | Oktave           | 08′     |   |
| 81.            | Quinte           | 05 1⁄3′ |   |
| 82.            | Oktave           | 04′     |   |
| 83.            | Terz             | 03 1⁄5′ | v |
| 84.            | Oktave           | 02′     |   |
| 85.            | Choralflöte      | 01′     | v |
| 86.            | Cornett V        | 02 ⁄3′  |   |
| 87.            | Posaune          | 32′     |   |
| 88.            | Posaune          | 16′     |   |
| 89.            | Trompete         | 08′     |   |
| 90.            | Clarine          | 04′     |   |
| 91.            | Zink             | 04′     | v |
|                |                  |         |   |
|                | Schwellpedal     |         |   |
| 92.            | Violon           | 16′     |   |
| 93.            | Subbass          | 16′     |   |
| 94.            | Lieblich Gedacht | 16′     | v |
| 95.            | Dolce            | 16′     |   |
| 96.            | Quinte           | 10 2⁄3′ |   |
| 97.            | Violoncello      | 08′     |   |
| 98.            | Quintatön        | 08′     |   |
| 99.            | Bassflöte        | 08′     |   |
| 100.           | Viola            | 04′     |   |
| 101.           | Bombarde         | 32′     | v |
| 102.           | Dulcian          | 08′     | v |
| 103.           | Fagott           | 08′     |   |

- Koppeln
  - Normalkoppeln: II/I, III/I, III/II, I/P, II/P, III/P
  - Suboktavkoppeln: II/I, III/I, III/II
  - Superoktavkoppeln: II/I, III/I, III/II, I/P, II/P, III/P
- Spielhilfen: 100.000 Kombinationen, Datensicherung über USB, Crescendo 1-4, Koppelknecht, Intervallkoppel, Transpositeur, Recorder, Zungenabsteller
- Anmerkungen

v = noch vakantes Register
N = 2013 ergänztes Register

## Geläut
Das Geläut besteht seit dem 30. September 2018 wieder aus vier Bronzeglocken, der Glockenstuhl ist aus Eichenholz, die Joche aus Gusseisen, gekröpft gefertigt
Im Folgenden eine Datenübersicht des Geläutes:
| Nr. | Gussdatum | Gießer                       | Durchmesser | Masse   | Schlagton |
| --- | --------- | ---------------------------- | ----------- | ------- | --------- |
| 1   | 2018      | Glockengießerei A. Bachert   | 1722 mm     | 3212 kg | h°        |
| 2   | 1842      | Glockengießerei S. Schöttel  | 1376 mm     | 1322 kg | d′        |
| 3   | 1951      | Glockengießerei S. Schilling | 1216 mm     | 1055 kg | e′        |
| 4   | 1740      | Glockengießerei B. Körner    | 1100 mm     | 660 kg  | fis′      |

## Kirchgemeinde
Die Johanniskirche dient als Hauptsitz der Evangelisch-Lutherischen Kirchengemeinde Zittau, welcher auch die Verwaltung des außerhalb der Altstadt gelegenen Frauenfriedhofs obliegt. Die Kirchgemeinde St. Johannis ist Schwesterkirchgemeinde der Evangelisch-Lutherischen Kirchgemeinde Siebenkirchen Dittelsdorf sowie der Evangelisch-Lutherischen Kirchgemeinde Zittauer Gebirge-Olbersdorf.

## Musikdirektoren
Die Organisten der Johanniskirche waren stets zugleich Musikdirektoren (Directores musices) der Stadt Zittau. Zu ihnen zählten:
- Johann Nesen, 1453 „Orgelmeister“
- Joachim Pomeranns, 1567
- Michael Joseph, 1576, gestorben 1599
- Lorenz Sternberger, 1600
- Christoph Schreiber, 1634
- Andreas Hammerschmidt, 1639
- Moritz Edelmann, 1676 († 1680)
- Johann Krieger, 1682
- Carl Hartwig, 1735 (Schüler J. S. Bachs)
- Gottlieb Krause, 1748
- Johann Trier, 1753
- Johann Gottlieb Unger, 1789
- Benjamin Gottlieb Rösler,  Theol. Cult. 1820
- Franz Karl Theodor Sturm, Theol. Cult. 1834